# Дженифър Лав Хюит
Дженифър Лав Хюит (на английски: Jennifer Love Hewitt) (родена на 21 февруари 1979 г.) е американска актриса, певица и текстописец. Най-известна е с ролите си на Джули Джеймс в „Знам какво направи миналото лято“ и неговото продължение, и Мелинда Гордън в сериала „Шепот от отвъдното“.

## Биография
Хюит е родена в Уейко, Тексас. Родители – Патриша Мей и Хърбърт Даниел Хюит. Израства в Ноланвил, Тексас. След развода на родителите ѝ Дженифър и единственият ѝ брат, Тод Хюит, са отгледани от майка им.
Като малко момиче, Хюит е привлечена от музиката, която е и първият ѝ допир с шоу-бизнеса. На десет години, след като е забелязана от скаути, търсещи млади таланти, и след като спечелва състезание за млади таланти в Тексас, тя се премества в Лос Анджелис, Калифорния, заедно с майка си, за да преследва музикална и филмова кариера.

### Филмова кариера
След пристигането си в Лос Анджелис, Хюит се появява в повече от двадесет телевизионни реклами.
Първата ѝ роля е в детското вариете-шоу на Дисни – „Детско обединение“ (1989 – 1991). През това време тя танцува и пее всички песни в предаването на живо, наречено „Танцувай! Тренировки с Барби“, продукция на Буена Виста. Следват няколко роли в телевизията.
В киното дебютира с филма „Мунчи“ (1992). Дженифър Лав Хюит става известна с главната си роля във филма „Знам какво направи миналото лято“, като си партнира с Фреди Принз Джуниър, Райън Филип и Сара Мишел Гелар.

### Музикална кариера
Като певица, Хюит подписва с Атлантик рекърдс и Джайв рекърдс. До днес най-известният сингъл на Дженифър Лав Хюит е „BareNaked“ към едноименния ѝ албум, реализиран през 2002 година. Изпълнява някои от саундтраковете към филми, в които участва.

### Личен живот
Хюит започва да се среща с шотландския актьор Рос МакКал януари 2006 година, след появата му в „Шепот от отвъдното“. Ноември 2007 година, докато са на почивка на Хаваите, двойката се сгодява.

## Филмова кариера

### В киното
- 1992 Мунчи (Munchie)
- 1993 Малка мис милионерка (Little Miss Millions)
- 1993 Монахини в действие 2 (Sister Act 2:Back in the Habit)
- 1996 Домашен арест (House Arrest)
- 1997 Троянската война (Trojan War)
- 1997 Знам какво направи миналото лято (I Know What You Did Last Summer)
- 1998 Не мога да чакам повече (Can’t Hardly Wait)
- 1998 Казвам ти (Telling You)
- 1998 Още знам какво направи миналото лято (I Still Know What You Did Last Summer)
- 1999 Предградието (The Suburbans)
- 2001 Сърцеразбивачки (Heartbreakers)
- 2001 Гърбушкото от Нотр Дам 2 (The Hunchback of Notre Dame II)
- 2002 Приключенията на Том Тъмб и Тъмбелина (The Adventures of Tom Thumb and Thumbelina)
- 2002 Смокинг (The Tuxedo)
- 2002 Истината за любовта (The Truth About Love)
- 2004 Само ако (If Only)
- 2004 Гарфилд (Garfield)
- 2006 Гарфилд 2 (Garfield: A Tail of Two Kitties)
- 2007 Пряк път към щастието (Shortcut to Happiness)
- 2007 Тропически гръм (Tropic Thunder)
- 2008 Делго (Delgo)
- 2009 Тя има мозък, тяло и способността да кара мъжете да я обичат (She Had Brains, a Body, and the Ability to Make Men Love Her)
- 2011 Изгубеният Свети Валентин (The Lost Valentine)
- 2015 Вратата на мрака (Pay the ghost)

### В телевизията
(Dance! Workout with Barbie)
(Kids Incorporated) (1 епизод 1989 – 1991)
(Running Wilde) (1992)
(Shaky Ground) (1992 – 1993)
Птиците от рая (The Byrds of Paradise) (1994) (спрян след 13 епизода)
МакКена (McKenna) (1994 – 1995)
(Party of Five) (99 епизода 1995 – 1999)
(Boy Meets World) (Feb 27, 1998) епизод „And Then There Was Shawn“
Времето на твоя живот (Time of Your Life) (1999 – 2000)
Херкулес (Disney's Hercules) (1999)
Отпускарите (The Weekenders) (2000)
Историята на Одри Хепбърн The Audrey Hepburn Story (2000)
(Family Guy) (31 януари 2002) епизод „Stuck Together, Torn Apart“
Коледна песен (A Christmas Carol) (2004)
Американски мечти (American Dreams) (2004)
В играта (In the Game) (2004)
В играта (In the Game) (2005)
Шепот от отвъдното (Ghost Whisperer) (2005 – 2010)
Изповедта на кариеристката (Confessions of a Sociopathic Social Climber) (2005)
Великолепната седморка (Magic 7) (2008) (глас)
Предстои:
Малки сърдити момичета (Angry Little Girls) (2008) (глас)
Престъпни намерения (Criminal minds) (2014-)

## Дискография

### Албуми
| Година | Албум                                  |
| ------ | -------------------------------------- |
| 1992   | Love Songs                             |
| 1995   | Let's Go Bang                          |
| 1996   | Jennifer Love Hewitt                   |
| 2002   | BareNaked                              |
| 2006   | Cool with You: The Platinum Collection |
| 2007   | Hey Everybody                          |

#### Сингли
| Година | Сингъл                      |
| ------ | --------------------------- |
| 1995   | „Couldn't Find Another Man“ |
| 1996   | „No Ordinary Love“          |
| 1999   | „How Do I Deal“             |
| 2002   | „BareNaked“                 |
| 2003   | „Can I Go Now“              |

#### Саундтракове
От House Arrest:
1996: „It's Good To Know I'm Alive“
От I Still Know What You Did Last Summer:
1998: „How Do I Deal?“
От Disney's Superstars Hits:
2002: „I'm Gonna Love You“
От If Only:
2003: „Love Will Show You Everything“, „Take My Heart Back“